# 빌럼 2세 (네덜란드)
빌럼 2세(Willem II, 네덜란드어: Willem Frederik George Lodewijk, 1792년 12월 6일 ~ 1849년 3월 17일)는 네덜란드 오라녜나사우 왕가의 2대 국왕(1840~1849)이다.
빌럼 1세의 아들로 헤이그에서 태어났다. 1795년 가족과 함께 영국으로 망명하여 영국군에 복무하면서 반도 전쟁에 참전하였고, 워털루 전투에서는 네덜란드군의 사령관 직에 있었다. 1816년 러시아의 황제 알렉산드르 1세의 누이 러시아의 안나 파블로브나와 결혼하여 4남 1녀를 두었다. 네덜란드 연합 왕국의 벨기에 부분에서 인기가 있던 그는 1830년 벨기에 혁명이 일어난 후, 부왕에 의하여 브뤼셀로 보내졌다.
반란을 양보하는 데 실패한 빌럼은 다시 영국으로 건너가, 1831년 8월까지 있었다. 벨기에로 돌아와 초대 국왕 레오폴 1세의 군대를 이기는 데 네덜란드군을 이끌었다.
1840년 10월 부왕의 퇴위와 함께 네덜란드 국왕 자리에 올랐다. 부왕의 정치적, 재정적 능력의 결핍함에도 불구하고 F. A. 판 할을 재무장관으로 임명하는 행운을 얻었다. 판 할은 공동적 재정을 안정시켰고, 네덜란드령 동인도로부터 들어오는 이득을 바탕으로 나라의 부흥을 이루었다.
그는 가톨릭과 개신교에 관대하였으나, 정부의 더 많은 대표들을 원하던 자유주의자들에 의하여 반대되었다. 1848년 유럽의 혁명 운동이 네덜란드를 휩쓰는 위협을 느껴 자유주의자 요한 토르베케와 동료들에게 새 헌법을 기안하는 데 위임하여, 1848년 11월에 입증되었다. 헌법은 장관들과 국회의 권력을 확장시키고, 직접 선거의 원칙을 설립하고, 기초적 시민 자유를 안정시켰다. 몇달 후, 틸뷔르흐에서 사망하였다.

## 자녀
| 사진 | 이름       | 생일            | 사망                   | 기타                                                                                  |
| ---- | ---------- | --------------- | ---------------------- | ------------------------------------------------------------------------------------- |
|      | 빌럼 3세   | 1817년 2월 19일 | 1890년 11월 23일(73세) | 뷔르템베르크의 조피와 결혼, 슬하 3남 발데크피르몬트의 엠마와 결혼, 슬하 1녀           |
|      | 알렉산더르 | 1818년 8월 2일  | 1848년 2월 20일(29세)  | 미혼                                                                                  |
|      | 헨드릭     | 1820년 6월 13일 | 1879년 1월 14일(58세)  | 작센바이마르아이제나흐의 아말리아와 결혼, 자녀 없음 프로이센의 마리와 결혼, 자녀 없음 |
|      | 에른스트   | 1822년 5월 21일 | 1822년 10월 22일(0세)  | 요절                                                                                  |
|      | 소피       | 1824년 4월 8일  | 1897년 3월 23일(72세)  | 카를 알렉산더 폰 작센바이마르아이제나흐 공작과 결혼, 1남 3녀                          |

## 같이 보기
- 오렌지 (뉴사우스웨일스주)
- 빌럼 II 틸뷔르흐